# Јевгениј Ловчев
Јевгениј Серафимович Ловчев (рус. Евгений Серафимович Ловчев; 29. јануар 1949) бивши је совјетски фудбалер и тренер. Мајстор спорта СССР међународне класе (1974). Заслужни мајстор спорта Русије (2004).

## Биографија
Од 1969. до 1978. Ловчев је играо као дефанзивац московског Спартака, са овим тимом је постао шампион СССР 1969. и освајач Купа Совјетског Савеза 1971. године. Године 1972. проглашен је за совјетског фудбалера године. Од 1979. до 1980. играо је за московски Динамо, а 1980. за Крила Совјетов из Самаре.
Између 1969. и 1977. године, одиграо је 52 утакмице за репрезентацију Совјетског Савеза и учествовао на Светском првенству 1970. у Мексику. Ловчев је 1970. заувек ушао у фудбалску историју као играч који је један од првих добио жути картон на званичној фудбалској утакмици (Мексико - СССР на Светском првенству у фудбалу 1970.). Према једној верзији, добио је први жути картон у историји, међутим, на основу званичних докумената ФИФА, Кахи Асатијани се сматра првим фудбалером, затим Гиви Нодија, а његов се наводи тек трећи. На Олимпијским играма у Минхену 1972. освојио је бронзану медаљу са совјетским тимом.
После завршетка активне фудбалске каријере, тренирао је нижеразредне совјетске клубове током 1980-их. Касније се прославио као тренер у малом фудбалу и тренирао је руску футсал репрезентацију од 2001. до 2003. године.

## Успеси

### Клуб
Спартак Москва
- Првенство СССР: 1969.
- Куп СССР: 1971.

### Репрезентација
СССР
- Олимпијске игре бронза: Минхен 1972.